# نوزادکشی
نوزادکشی عمل عمدی والدینی است که فرزند خود را در ۲۴ ساعت اول زندگی می‌کشند. به عنوان یک اسم، کلمه «نوزادکش» ممکن است به هر کسی که این کار را انجام می‌دهد یا انجام داده‌است، اشاره کند.
نوزاد کشی در کشورهای توسعه یافته نسبتاً نادر است، اما بیشتر این قتل‌ها مخفی باقی می‌مانند:
«هر سال صدها زن مرتکب نوزادکشی می‌شوند: نوزادان خود را می‌کشند یا اجازه می‌دهند بمیرند. بیشتر نوزادکش‌ها کشف نشده باقی می‌مانند، اما هر چند وقت یک‌بار یک سرایدار رد خونی را دنبال می‌کند تا بدن کوچکی را در سطل زباله دنبال کند. زنی غش می‌کند و پزشکان بقایای جفت را در داخل او پیدا می‌کنند.» - استیون پینکر، نیویورک تایمز، ۱۹۹۷
نوزادکشی به‌طور قابل توجهی توسط مادران بیشتر از پدران انجام می‌شود. یک مطالعه وزارت دادگستری ایالات متحده در سال ۱۹۹۹ به این نتیجه رسید که بین سال‌های ۱۹۷۶ تا ۱۹۹۷ در ایالات متحده، مادران مسئول سهم بیشتری از کودکان کشته شده در دوران شیرخوارگی بودند، در حالی که پدران بیشتر مسئول کودک‌کشی هشت ساله یا بزرگتر بودند.

## آمار
۹۰ درصد از مادران نوزادکش ۲۵ سال یا کمتر هستند. کمتر از ۲۰ درصد متأهل هستند. کمتر از ۳۰٪ به عنوان روان پریشی یا افسرده دیده می‌شوند. آنها معمولاً انکار حاملگی بارداری را از زمان لقاح پنهان کرده‌اند.
۴۵ درصد از همه قتل‌های کودکان در ۲۴ ساعت اول زندگی اتفاق می‌افتد و بنابراین می‌توان آن را به عنوان نوزادکش طبقه‌بندی کرد. برای دوره ۱۹۸۲–۱۹۸۷، تقریباً ۱٫۱٪ از همه قتل‌ها مربوط به کودکان زیر یک سال بوده‌است. ۸ تا ۹ درصد از کل قتل‌ها مربوط به افراد زیر ۱۸ سال است. از این تعداد، تقریباً دو برابر تعداد پسران در مقایسه با دختران قربانی می‌شوند. دفتر چاپ دولت ایالات متحده</ref> در نیمی از موارد مرگ به معنای واقعی کلمه «به دست» والدین اتفاق می‌افتد. سلاح تقریباً هرگز در نوزاد کشی استفاده نمی‌شود. غرق شدن، خفه کردن، ضربه به سر، خفگی و قرار گرفتن در معرض عناصر همه روش‌های رایج هستند.

## تاریخ
ارجاع اولیه به فرزندکشی (کشتن کودک توسط پدر و مادر) در اساطیر یونانی است. اوریپید در نمایشنامه خود مده‌آ (نمایش‌نامه) مده‌آ را پس از اینکه جیسون او را به خاطر دختر پادشاه قرنت رها کرد، دو پسرش را کشته‌است. در قرن چهارم بود که دولت روم تحت تأثیر مسیحیت فرزندکشی را جنایت تلقی کرد. با این حال، مادرانی که نوزادان خود را به قتل می‌رساندند، طبق قوانین کلیسا و ایالت مجازات کمتری دریافت می‌کردند.
کلیسا به‌طور پیوسته با آن دسته از مادرانی که فرزندانشان در اثرله شدن در زیر بدن مادر در اثر خفگی جان می‌باختند، رفتار ملایمی داشت. نظرات کلیسا در این مرگ‌ها ممکن است بازتاب آگاهی از یکی از اولین تلاش‌های جامعه برای درک مشکل ازدیاد جمعیت و ازدحام بیش از حد باشد. انگلستان به‌طور سنتی به کودک‌کشی به عنوان یک «جنایت خاص» نگاه می‌کرد، و اولین قانون کودک کشی خود را در سال ۱۶۲۳ تحت دودمان استوارت و اخیراً در قوانین کودک کشی ۱۹۲۲ تصویب کرد. و ۱۹۳۸. برخلاف انگلستان و سایر کشورهای اروپایی، ایالات متحده قوانین خاصی را برای مقابله با نوزادکشی تصویب نکرده‌است. با این وجود، هیئت منصفه و قضات، همان‌طور که در احکام و احکام آنها منعکس شده‌است، به‌طور مداوم مشکلات و استرس‌های مادر را در دوران پس از زایمان در نظر گرفته‌اند.